# Philippe de Scitivaux
Charles Jean Marie Philippe de Scitivaux De Greitsche (Rosnay, 8 agosto 1911 – Tolone, 10 agosto 1986) è stato un ammiraglio e aviatore francese, che prestò servizio sia nella Marine nationale sia nell'Aéronavale.
Nel corso della seconda guerra mondiale si distinse nella campagna di Francia e poi, dopo essersi rifugiato in Gran Bretagna per arruolarsi nelle Forces navales françaises libres, entrò in servizio nella Royal Air Force combattendo nella battaglia d'Inghilterra.
Assunse in seguito il comando del Groupe de Chasse "Ile-de-France" (No. 340 Squadron), il primo interamente composto da piloti francesi, e fu abbattuto in Francia il 10 aprile 1942, cadendo prigioniero dei tedeschi dopo essere rimasto ferito gravemente. Riuscì ad evadere dal campo di prigionia al quarto tentativo, nel febbraio 1945, attraversò tutta la Germania e arrivò a Parigi nel mese successivo, dove chiese ed ottenne, di tornare subito in azione. Nel dopoguerra ricoprì gli incarichi di comandante del distretto marittimo di Rochefort, comandante in capo della forza navale francese nell'Oceano Pacifico (1962-1964), prefetto marittimo di Tolone e comandante in capo per il Mediterraneo (1967-1971). Fu insignito dei titoli di Grande Ufficiale dell'ordine della Legion d'onore, di Compagno dell'Ordine della Liberazione, di Cavaliere dell'ordine nazionale al merito, della Croix de guerre 1939-1945 con sei citazioni e della Distinguished Flying Cross

## Biografia

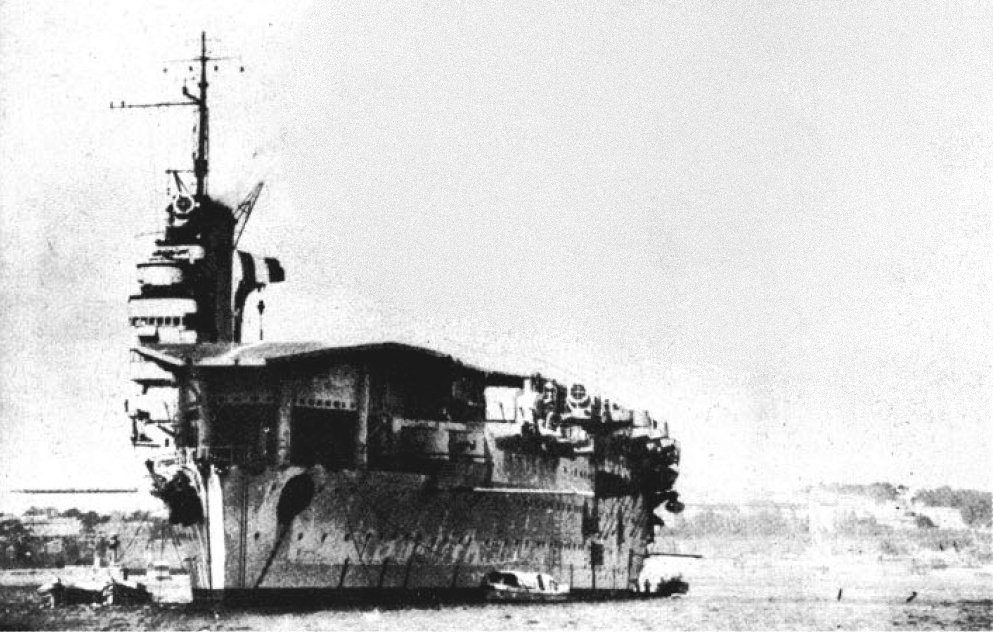
La portaerei Béarn alla fonda in una foto del 1940.

Figlio di Roger Tancrède, un ufficiale di cavalleria morto nella prima guerra mondiale, e di Yvonne Marie (Louis-Albert) Huyn de Vernéville, nacque a Rosnay, nell'Indre, l'8 agosto 1911.. Dopo gli studi primari presso un collegio gesuita a Poitiers e quelli secondari nel Collège Stanislas di Parigi, nel 1931 iniziò a frequentare l'École navale di Lanvéoc, da cui uscì nel 1933. Imbarcatosi in successione sull'incrociatore pesante Tourville, sulla nave da battaglia Bretagne e sul sommergibile Junon, nel 1937 seguì la propria passione per l'aviazione ed entrò nell'Aéronavale, conseguendo il brevetto di pilota d'idrovolante e venendo assegnato all'Escadrille 3B1 di Berre. Due anni dopo ottenne quello di pilota da caccia, entrando in servizio presso l'Escadrille AC1 imbarcata sulla portaerei Béarn, allora dotata dei caccia Dewoitine D.376. Dopo lo scoppio della seconda guerra mondiale, il 1 settembre 1939, con il grado di enseigne de 1re classe chiese e ottenne di andare combattere in prima linea. Con la sua squadriglia, recentemente riequipaggiata con i caccia pesanti Potez 631, sull'aeroporto di Calais-Marq durante la campagna di Francia conseguì una vittoria aerea, ma rimase ferito il 10 maggio sopra l'Olanda. Ricoverato presso l'ospedale di Boulogne-sur-Mer, decise di fuggire per essere catturato dai soldati tedeschi che stavano occupando la città: il 21 maggio si imbarcò a bordo di un rimorchiatore belga, che lo lasciò a Hastings, in Inghilterra. Ritornò subito in Francia sbarcando a Cherbourg e riprese a combattere, ma, in seguito alla firma dell'armistizio di Compiègne, raggiunse Bayonne e si imbarcò sul cacciasommergibili Président Houduce per raggiungere Casablanca. Da lì si trasferì a Gibilterra.
Nel luglio 1940 arrivò a Londra, dove entrò nelle Forces navales françaises libres e divenne aiutante di campo dell'ammiraglio Émile Muselier fino al termine del periodo di convalescenza. Il 10 settembre l'ammiraglio François Darlan, comandante della Marine nationale, lo citò all'ordine del giorno dell'armata navale, e in quello stesso mese iniziò l'addestramento al pilotaggio dei caccia inglesi presso la No.6 Operational Training Unit di Sutton Bridge.

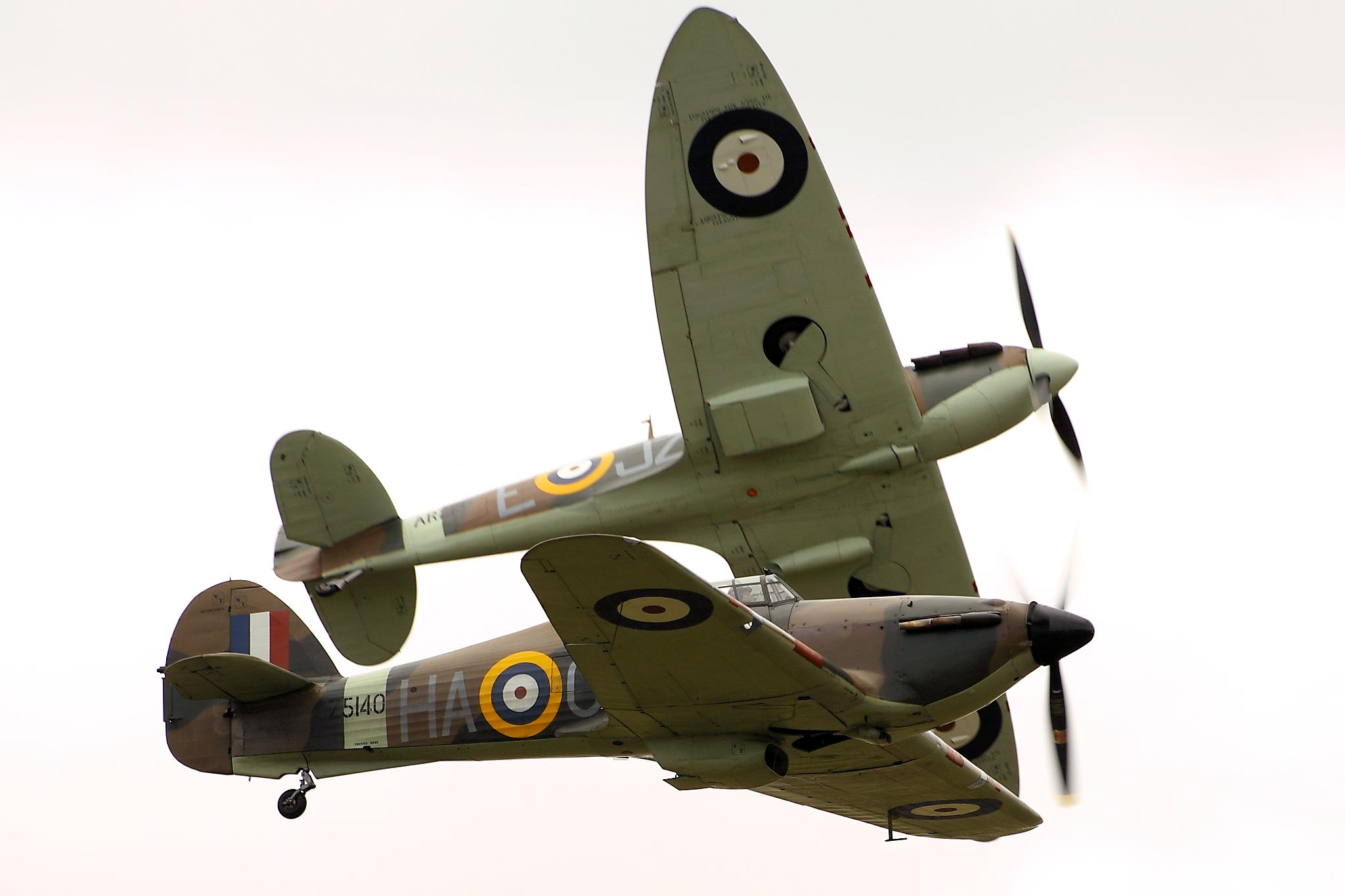
Un caccia Hurricane in volo insieme a uno Spitfire nel 2011.

Nominato lieutenant de vaisseau, a partire dal 16 ottobre entrò in servizio nella Royal Air Force, assegnato al No. 245 Squadron del Fighter Command, di stanza a Adelgrove, equipaggiato con i caccia Hawker Hurricane Mk.I, con cui prese parte all'inizio della battaglia d'Inghilterra. Il 25 novembre 1940 fu trasferito in forza al No.213 Squadron di Tangmere, ma due giorni dopo fu trasferito al No.257 Squadron di Kenley dove rimase fino al marzo 1941. In seguito prestò servizio nei No. 249, No. 242 e No. 615 Squadron: partecipando a missioni d'attacco sulla Francia e sul Belgio, conseguendo l'abbattimento di tre aerei nemici, affondando due battelli avversari e danneggiandone numerosi altri. Il 26 maggio 1941 a Londra fu citato, su decisione dell'ammiraglio Muselier, all'ordine del giorno dell'Armée de l'air e nuovamente il 12 novembre per decisione del generale Charles de Gaulle.
Nel novembre 1941 fu costituito ufficialmente il Groupe de Chasse "Ile-de-France" (No. 340 Squadron) e, con il grado di capitano di corvetta, il 31 gennaio 1942 successe al caposquadrone Keith Lofts come comandante del reparto, allora equipaggiato con i caccia Supermarine Spitfire Mk.I.
Il 10 aprile dello stesso anno, durante la prima missione del reparto, fu abbattuto sopra il territorio francese a Condette (Passo di Calais). Rimasto ferito, si lanciò con il paracadute e fu catturato dai tedeschi una volta toccato terra. Passò i successivi quattro mesi in ospedale, quindi fu trasferito in un campo di prigionia in Slesia dopo un primo tentativo di evasione dall'Oflag, dove era rinchiuso. Riuscì a fuggire da un campo di prigionia al quarto tentativo, nel febbraio 1945: attraversò tutta la Germania per raggiungere Parigi nel mese successivo. Immediatamente chiese e ottenne di tornare a combattere in forza al suo reparto, allora equipaggiato con gli Spitfire LF Mk.XVI, fino al termine del conflitto. Il 3 agosto 1945 sposò Ginette Marie Helene Jullian, che gli diede un figlio, Roger Marie.
Tra la seconda metà del 1945 e il 1946 commandò le forze dell'Aéronavale di stanza negli Stati Uniti d'America. In seguito comandò l'avviso Lapérouse (1949) e fu promosso acapitano di vascello nel 1952. L'anno successivo assunse il comando della base aeronavale di Port-Lyautey, in Marocco, e nel corso del 1957 divenne professore presso il Centro superiore interforze e il Centro di alti studi militari. Tra il 1957 e il 1958 comandò la portaerei R 97 Bois Belleau, poi assunse il comando dell'aeronautica navale della 3 Regione marittima. Promosso contrammiraglio nel 1960 ebbe il comando del distretto marittimo di Rochefort e fu poi comandante in capo della forza navale francese nell'Oceano Pacifico tra il 1962 e il 1964. Promosso a viceammiraglio nel 1966, tra il 1967 e il 1971 fu prefetto marittimo di Tolone e Comandante in capo per il Mediterraneo. Divenuto viceammiraglio di squadra nel 1968, l'anno successivo entrò a fra parte del Consiglio superiore della Marina, nel quale rimase fino al ritiro dal servizio attivo, avvenuto il 1 settembre 1971. Si stabilì poi nella Polinesia francese. Ritornato in Francia, si spense il 10 agosto 1986 a Tolone.

### Annotazioni
1. ↑  Roger Tancrède de Scitivaux de Greische nacque a Parigi il 9 aprile 1888 e cadde in combattimento a Nancy, il 22 agosto 1914.
2. ↑  Un anno dopo suo fratello Xavier de Scitivaux.
3. ↑  A quell'epoca aveva al suo attivo 350 ore di volo in guerra, effettuate su Francia, Inghilterra, Belgio e Paesi Bassi.
4. ↑  Nata l'8 dicembre 1917 a Montpelier, e deceduta tragicamente a Tahiti il 4 agosto 1962.
5. ↑  La salma fu poi tumulata nel cimitero di Anneyron, nella Drôme.

### Fonti
1. 1 2 3 4 5 6 7 8  Notin 2000, p. 822.
2. 1 2 3 4 5 6 7 8 9  Sous une bonne étoile, www.colsbleus.fr
3. 1 2 3 4 5 6 7 8 9 10 11 12 13 14 15 16  Philippe Scitivaux (de), scheda sul sito del Musée de l'ordre de la Libération
4. 1 2 3 4 5  Trouplin 2010, p. 1230.